# Karl Bohlin (Skilangläufer)
Karl Anders Bohlin (* 20. Dezember 1938 in Mora) ist ein ehemaliger US-amerikanischer Skilangläufer und Biathlet.
Bohlin, der für den Minneapolis Ski Club und für die University of Minnesota startete, gewann im Jahr 1958 die NCAA-Meisterschaft im Skilanglauf. Bei den Olympischen Winterspielen 1960 in Squaw Valley kam er auf den 11. Platz zusammen mit Mack Miller, John Dendahl und Peter Lahdenpera in der Staffel und bei den Nordischen Skiweltmeisterschaften 1962 in Zakopane auf den 61. Platz über 15 km, auf den 29. Rang über 50 km und auf den 16. Platz mit der Staffel. Im folgenden Jahr lief er bei der Biathlon-Weltmeisterschaft in Seefeld in Tirol auf den 27. Platz im Einzel. Letztmals international startete er bei den Olympischen Winterspielen 1964 in Innsbruck, wo er den 47. Platz über 15 km errang.